# Felis bieti
O Felis bieti, também chamado de Gato-chinês-do-deserto, é uma espécie de felídeo de pequeno porte do gênero Felis. Ele é endêmico do planalto Qinghai-Tibete, no oeste da China e corre risco de extinção, sendo classificado como "vulnerável" pela IUCN, com uma população de menos de 10 000 indivíduos maduros.
Desde 2007, é classificado como subespécie do gato-bravo (Felis silvestris), F. silvestris bieti, baseado em evidências genéticas.

## Aparência física
O Gato-chinês-do-deserto é aproximadamente do tamanho de um gato doméstico. Exceto pela coloração de sua pele, este gato parece um Gato-bravo na aparência física. Sua cor geral é um marrom-amarelado, ou cor de areia, sendo o ventre esbranquiçado, e mais escuro na sua parte traseira. O pelo ao longo de todo o dorso segue um padrão estriado, que pode ser pouco contrastado. O pelo é espesso e denso. As almofadas de suas patas são cobertas de densos pelos protetores, mas não tão densos e profusos como os dos Gatos-da-areia. De suas orelhas saem pequenos tufos de pelo com cerca de 2 cm. Eles têm canais auditivos grandes, sugerindo que a audição cumpre papel importante para a captura das suas presas. Sua cauda é anelada com três ou quatro faixas escuras, mais uma ponta preta.

## Território e habitat
O Gato-chinês-do-deserto habita as estepes e regiões de montanha do sudoeste da China e nordeste da Mongólia. Apesar do nome, este gato não habita regiões de deserto. Acredita-se que esta espécie se estendia num território do norte a leste, incluindo terreno mais desértico, mas muito provavelmente eles foram confundidos com os Gatos-selvagens-asiáticos (Felis sylvestris ornata). Em 1992 seu nome foi oficialmente mudado de Gato-chinês-do-deserto para Gato-chinês-da-montanha.
Este gato está distribuído sobre as seguintes regiões da China: Tibete, Qinghai, Gansu e Sichuan. Eles habitam florestas de árvores esparsas e terrenos de arbustos, e raramente são encontrados em verdadeiros desertos. Podem viver em ambientes até a 10,000 pés de altura (3.000 metros).

## Dieta
O gato-chinês-do-deserto se alimenta de pequenos animais, especialmente pequenos lagomorfos como a pika, mas também preda coelhos e pássaros. Este gato está protegido na China, mas continua em risco devido ao envenenamento sistemático de pikas, sua presa principal. Estes envenenamentos matam os gatos indiretamente, ou retiram sua base de alimento.

## Reprodução e comportamento social
Não é muito o que se conhece sobre este gato, uma vez que ele é pouco estudado. A maioria da informação vem dos espécimens em museus. O pouco que se sabe sobre seu comportamento selvagem vem dos estudos do Xining Zoo, que coletou 34 gatos entre 1973 - 1985. Acredita-se que o Gato-chinês-do-deserto seja aparentado ao Gato-da-selva (Felis chaus) e ao Gato-selvagem (Felis silvestris).
Sua reprodução ocorre entre Janeiro e Março, e os filhotes nascem em Maio. As ninhadas consistem de dois a quatro filhotes, e eles usualmente estão independentes pelos sétimo e oitavo meses. O Gato-chinês-do-deserto é solitário, e vivem em tocas com uma única entrada, sendo as das fêmeas mais profundas que as dos machos. Seus hábitos tendem a ser noturnos ou crepusculares.

## Ameaças
As maiores ameaças são o envenenamento das iscas para pikas, e a caça por causa de sua pele. A degradação do habitat também é uma ameaça importante. Na China estão sob proteção do estado.

## Características
Descrito pela primeira vez por Milne-Edwards, em 1892.
- Altura do ombro ao chão: 25 cm;
- Comprimento da cabeça e corpo: 68,5 a 84 cm;
- Comprimento da cauda: 29 a 40 cm;
- Peso: 4,5 a 9 kg;
- Ninhada: de dois a quatro filhotes;

## Subespécies
Algumas autoridades consideram as subespécies chutchta e vellerosa do Gato-bravo subespécies do Gato-chinês-do-deserto.
- Felis bieti bieti - província de Sichuan até Gansu
- Felis bieti chutuchta - sudeste da Mongólia
- Felis bieti vellerosa - norte da província de Xianxim

Felis bieti é o único felino que é inteiramente nativo da China. Acredita-se que existam três subespécies. Os F. b. bieti vivem nas províncias de Sichuan e Kansu, os F. b. chutuchta ocorrem no sudeste da Mongólia, e os F. b. vellerosa são encontrados no nordeste da província de Shensi.